# Lígia Feliciano
Ana Lígia Costa Feliciano (Campina Grande, 21 de abril de 1957) es una médica, empresaria y política brasileña. Afiliada al Partido Democrático Laboral (PDT), desde 2015 ocupa el cargo de vicegobernadora del Estado de Paraíba.

## Biografía
Hija de los comerciantes José Amaro de la Costa y Maria de Carmo Costa, Lígia estudió en el colegio de las Damas, donde concluyo su enseñanza media. Estudió Medicina por la Universidad Federal de Paraíba, en el campus de Campina Grande (actual Universidad Federal de Campina Grande).
En 1978, se casó con el político, empresario y radialista Damião Feliciano, con quien tuvo tres hijos: Renato, Mariana y Gustavo. Lígia Feliciano es directora-presidente de las Facultades UNESC, de la Radio Panorâmica y de los dos hospitales de su familia.

## Carrera Política
Lígia Feliciano fue candidata  a la vacante del Senado Federal en las elecciones de 2002, quedando quinto lugar.
En las elecciones municipales de 2008 se presentó candidata a vicealcaldesa de Campina Grande en coalición con Rômulo Gouveia (PSDB), perdiendo en el segundo turno.
Fue electa vicegobernadora de Paraíba en la chapa del entonces candidato a la reelección, Ricardo Coutinho (PSB), en las elecciones de 2014, cargo para el cual se reeligió en 2018,en la coalición encabezada por João Azevêdo (PSB).

## Desempeño en elecciones
| Año  | Elección                    | Cargo           |     | Coligação                                                                                    | Chapa                  | Votos     | %      | Resultado               |
| ---- | --------------------------- | --------------- | --- | -------------------------------------------------------------------------------------------- | ---------------------- | --------- | ------ | ----------------------- |
| 2002 | Provinciales en Paraíba     | Senadora        | PSC | Un Nuevo Camino (PT,PL,PCdoB,PMN,PSC)                                                        | Marconi Oliveira (PSC) | 169.895   | 5,87%  | No No elegida 5.º lugar |
| 2008 | Municipal de Campina Grande | Vicealcaldesa   | PDT | Por Amor la Campina (PSDB,PP,DEM,PTB,PRTB,PDT,PV,PTC,PR,PTN,PRP)                             | Rômulo Gouveia (PSDB)  | 109.343   | 48,48% | No No elegida 2.° lugar |
| 2014 | Provinciales en Paraíba     | Vicegobernadora | PDT | La fuerza del trabajo (PSB,PDT,PT,DEM,PRTB,PRP,PV,PSL,PCdoB,PHS,PPL)                         | Ricardo Coutinho (PSB) | 1.125.956 | 52,61% | Sí Elegida 2.° turno    |
| 2018 | Provinciales en Paraíba     | Vicegobernadora | PDT | La fuerza del trabajo (PSB,PDT,PT,DEM,PR,PTB,PRP,PUEDE,PRB,PCdoB,PPS, ADELANTE,RED,PMN,PROS) | João Azevêdo (PSB)     | 1.119.758 | 58,18% | Sí Elegida 1.° turno    |